# Kulap Saipradit
Kulap Saipradit (em tailandês:  กุหลาบ สายประดิษฐ์; 31 de março de 1906 - 16 de junho de 1974), mais conhecido pelo pseudônimo Siburapha (em tailandês:  ศรีบูรพา; também romanizado como Sriburapha ou Sri Burapha), foi um editor de jornal e um dos principais romancistas tailandeses de seu tempo. Ele foi um atuante ativista pelos direitos humanos e, em decorrência disso, entrou em conflito com as autoridades e ficou preso por mais de quatro anos. Ele é famoso na Tailândia por proferir a célebre frase "Eu amo a Thammasat porque a Thammasat me ensina a amar as pessoas", que se tornou o lema da Universidade Thammasat. Passou os últimos 16 anos de sua vida exilado na China devido às suas posições políticas.

## História

### Educação e início de carreira

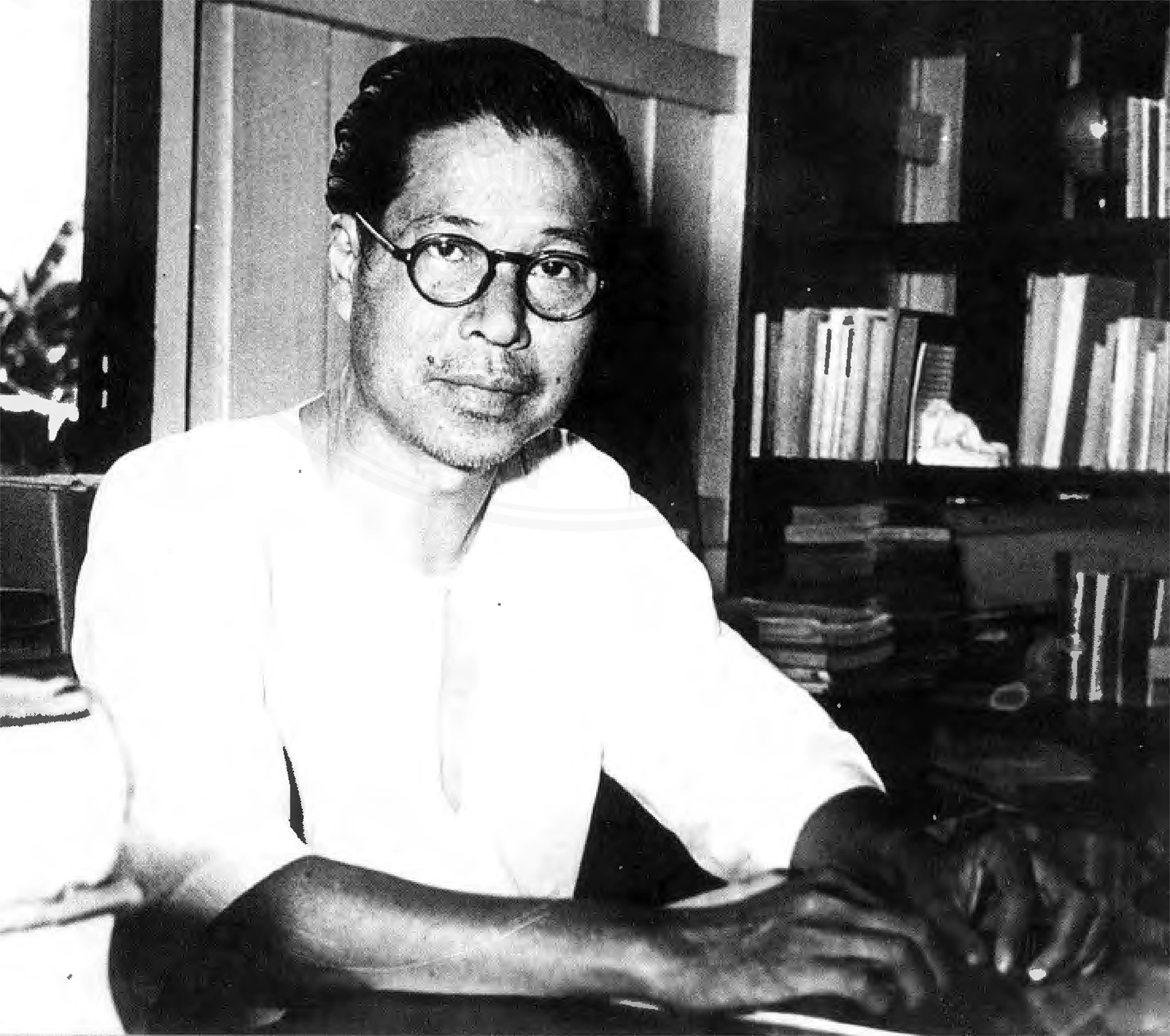
Retrato de Kulap

Nascido em Bangkok, Kulap estudou no Debsirin, uma escola de elite para alunos de famílias abastadas. O próprio Kulap, entretanto, não veio de uma dessas famílias. Seu pai faleceu quando ele tinha apenas seis anos, deixando a família numa difícil situação financeira. Entretanto, a sua mãe, uma costureira, e sua irmã, uma dançarina clássica, trabalharam duro para financiar sua educação.
Em 1928, ele escreveu três romances. Dois deles, Um homem de verdade (Luk Phu Chai) e A Guerra da vida (Songkram Chiwit), se destacaram. Em 1929, Kulap reuniu seus amigos em um grupo editorial conhecido como Suphapburut ("Os Cavalheiros"). Sob a liderança dele, o grupo se dedicaria ao jornalismo.
Em 1934, Kulap passaria três meses em retiro como bhikkhu (monge budista). Depois disso ele escreveria um romance religioso, Enfrentando a transgressão (Phajon Barb). No ano seguinte, ele se casa com Chanid Priyacharnkun. Mais tarde, ela se tornaria a tradutora de três romances de Jane Austen (sob o pseudônimo de "Juliet"), e o ajudaria a traduzir Pool, de W. Somerset Maugham, bem como No Exílio, de Anton Chekhov, e Mãe, de Maxim Gorky.
No início de 1936, Kulap seria coagido a renunciar ao seu trabalho como jornalista. No final daquele ano, ele vai estudar no Japão e, ao retornar, escreve A Selva da Vida (Pa Nai Chiwit) e sua obra-prima, o romance Por Trás da Pintura (Khang Lang Phap). As duas obras seriam serializadas em 1937. Por trás da Pintura foi adaptado para o cinema em duas ocasiões, em 1985 pelo diretor Piak Poster e em 2001 pelo diretor Cherd Songsri.
Em 1939, Kulap retornaria à escrita de textos jornalísticos. Ele e seus companheiros reiniciaram o Suphapburut, que estava inativo. Em 1944 e 1945, Kulap seria eleito presidente da Associação de Jornais Tailandeses. No final de 1947, ele e sua esposa Chanid deixariam a Tailândia por dois anos e viajariam para a Austrália, onde ele estudaria Ciência Política. Ao retornar, fundaria uma editora para publicar suas próprias obras e as de seus amigos em edições baratas. Ele também escreveu vários outros livros, incluindo Até nos encontrarmos de novo (Chon Kwa Rao Cha Phop Kan Ik).

### Prisão e autoexílio
Em 1951, durante o segundo mandato do ditador e marechal Plaek Phibunsongkhram, Kulap criaria a Fundação para a Paz da Tailândia. No ano seguinte, ele protesta contra a Guerra da Coreia e também exige o fim da censura à imprensa. Quando foi distribuir comida e cobertores aos necessitados no Isan (nordeste da Tailândia), ele acabaria incluído numa lista de mais de cem "agitadores" presos em 10 de novembro de 1952. Acusado de traição e condenado a cerca de 14 anos de prisão, ele seria libertado em fevereiro de 1957 devido à celebração do advento do 25° século budista. Durante seus anos na prisão, Kulap escreveria os dois primeiros volumes de uma trilogia inacabada Olhando para o Futuro (Lae Pai Khang Na).

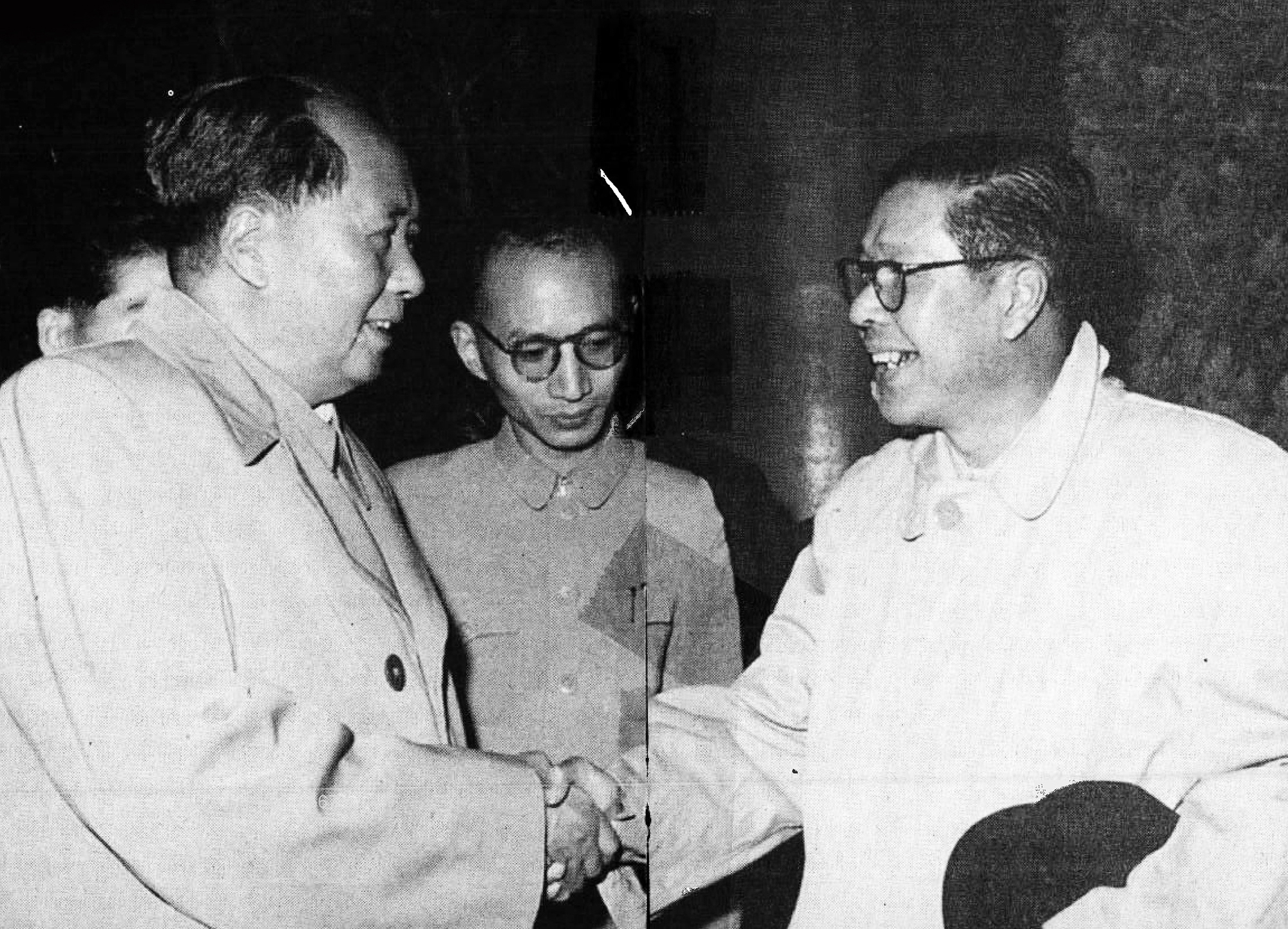
Siburapha com Zon Enlai na China.

Em 1958, Kulap liderava uma delegação de escritores na China na Conferência de Escritores Afro-Asiáticos em Tashkent, quando houve um golpe de Estado na Tailândia. Todos os membros da delegação de Kulap seriam, possivelmente, presos e encarcerados ao retornar. Confrontado com a possibilidade de voltar para a cadeia, Kulap escolhe permanecer na China, onde levaria a vida de uma "personalidade democrática" no exílio. Morando na China, ele passa a dar aulas de literatura tailandesa na Universidade de Pequim, além de contribuir para as atividades culturais da Frente de Solidariedade Afro-Asiática e para o serviço tailandês do sistema de rádio da China. Ele morreria na China de complicações resultantes de pleurisia em 16 de junho de 1974.
O filho de Kulap, Surapan, foi casado com Wanee, a filha de Pridi Banomyong e Poonsuk Banomyong. Foi realizada em Bangkok, entre os dias 14 e 15 de dezembro de 2005, a celebração do 100º centenário de Kulap, organizada pela Associação de Escritores Tailandeses e pela Comissão Nacional Tailandesa para a UNESCO. A esposa de Kulap, Chanid, morreria em 15 de junho de 2010. No ano seguinte, em 28 de julho, Surapan Saipradit, filho de Kulap, morreria de câncer aos 72 anos.

## Legado
Foi criado em sua homenagem o Prêmio Sriburapha, que premia anualmente quem se destaca pela excelência em escrita, jornalismo e artes.

## Obras
Romances
- Chao Hua Chai (จ้าวหัวใจ; 1924)
- Khom Sawat Bat Chit (คมสวาทบาดจิต; 1924)
- Luk Phu Chai (ลูกผู้ชาย; 1928)
- Prap Phayot (ปราบพยศ; 1928)
- Man Manut (มารมนุษย์; 1928)
- Lok Sanniwat (โลกสันนิวาส; 1928)
- Hua Chai Pratthana (หัวใจปรารถนา; 1928)
- Amnat Chai (อำนาจใจ; 1930)
- Saen Rak Saen Khaen (แสนรักแสนแค้น; 1930)
- Songkhram Chiwit (สงครามชีวิต; 1932; baseado na obra de Dostoievsky Бедные люди [Poor Folk])
- Phachon Bap (ผจญบาป; 1934)
- Sing Thi Chiwit Tongkan (สิ่งที่ชีวิตต้องการ; serializada em 1935, compilada em 1939)
- Khang Lang Phap (ข้างหลังภาพ; 1937)
  - Traduzido como Behind the Painting por David Smyth em 1990. Crítica de Tony Waters at Ethnography.com
- Pa Nai Chiwit' (ป่าในชีวิต; serializada 1937-1938, compilada 1988)
- Chon Kwa Rao Cha Phop Kan Ik (จนกว่าเราจะพบกันอีก; 1950)
- Lae Pai Khang Na (แลไปข้างหน้า; dois volumes, 1955 e 1957, publicada primeiramente em conjunto em 1975)

Coleção de contos
- Kham Khan Rap (คำขานรับ)
- Kho Raeng Noi Thoe (ขอแรงหน่อยเถอะ)

Poesia
- Atchayakon Phu Ploi Nok Phirap (อาชญากรผู้ปล่อยนกพิราบ)
- Phalang Prachachon (พลังประชาชน)

Não-ficção
- Khaphachao Dai Hen Ma (ข้าพเจ้าได้เห็นมา; 1931)
- Kan Mueang Khong Prachachon (การเมืองของประชาชน; 1957, sob o pseudônimo Itsarachon [อิสสรชน])
- Pai Sahaphap Sowiat (ไปสหภาพโซเวียต; 1958)
- Manutsayaphap (มนุษยภาพ)
- Bueang Lang Kan Patiwat 2475 (เบื้องหลังการปฏิวัติ ๒๔๗๕)
- Du Nak Sueksa Mo Tho Ko Duay Waen Khao (ดูนักศึกษา ม.ธ.ก. ด้วยแว่นขาว)

Traduções
- Pool por Somerset Maugham, traduzido como Sa Sawat (สระสวาท)
- In Exile por Anton Chekhov, traduzido como Khao Thuk Bangkhap Hai Pen Khun Chon (เขาถูกบังคับให้เป็นขุนโจร)
- Mother por Maxim Gorky, traduzido como Mae (แม่)